# Emanuele Naspetti
Emanuele Naspetti (Ancona, 1968. február 24.) olasz autóversenyző, az 1988-as olasz Formula–3-as bajnokság, valamint az 1997-es olasz túraautó-bajnokság győztese.

## Pályafutása
1988-ban megnyerte hazája Formula–3-as bajnokságát. Ezt követően évekig a nemzetközi Formula–3000 szériában versenyzett. Az 1991-es szezonban négy futamgyőzelmet is szerzett, és Christian Fittipaldi, valamint Alessandro Zanardi mögött harmadikként zárta a pontversenyt.
1992-ben a Formula–1-es világbajnokság öt versenyén vett részt. Paul Belmondo helyét vette át a szezon végén, a March csapatánál. 1993-ban a Jordan-istálló tesztpilótája volt, valamint egy futamon versenyzőként is indult. Emanuele a portugál nagydíjon állt rajthoz, azonban motorhiba miatt már az első körök után kiesett.
1994 óta különböző nemzeti és nemzetközi túraautó-sorozatban versenyez.

## Eredményei

### Teljes Formula–1-es eredménylistája
(Táblázat értelmezése)

(Félkövér: pole-pozícióból indult; dőlt: leggyorsabb kört futott) 

| Év   | Csapat       | Modell      | Motor     | 1   | 2   | 3   | 4   | 5   | 6   | 7   | 8   | 9   | 10  | 11  | 12     | 13     | 14     | 15     | 16     | Helyezés | Pont |
| ---- | ------------ | ----------- | --------- | --- | --- | --- | --- | --- | --- | --- | --- | --- | --- | --- | ------ | ------ | ------ | ------ | ------ | -------- | ---- |
| 1992 | March F1     | March CG911 | Ilmor V10 | RSA | MEX | BRA | ESP | SMR | MON | CAN | FRA | GBR | GER | HUN | BEL 12 | ITA Ki | POR 11 | JPN 13 | AUS Ki | -        | 0    |
| 1993 | Sasol Jordan | Jordan 193  | Hart V10  | RSA | BRA | EUR | SMR | ESP | MON | CAN | FRA | GBR | GER | HUN | BEL    | ITA    | POR Ki | JPN    | AUS    | -        | 0    |

### Le Mans-i 24 órás autóverseny
| Év   | Csapat             | Autó        | Csapattárs             | Csapattárs         | Helyezés | Kiesés oka |
| ---- | ------------------ | ----------- | ---------------------- | ------------------ | -------- | ---------- |
| 2000 | Team Rafanelli SFR | Lola B2K/10 | Domenico Schiattarella | Didier de Radiguès | Kiesett  | Motorhiba  |